# Crédit mutuel Nord Europe
Pour les articles homonymes, voir Crédit mutuel (homonymie).
Crédit mutuel Nord Europe est une entité du groupe français de bancassurance coopératif et mutualiste Crédit Mutuel en France.
Le Crédit mutuel Nord Europe, basé à Lille dispose d'une bonne assise dans les Hauts-de-France et tisse son réseau en Belgique avec la banque belge Beobank et au Luxembourg avec le Crédit Mutuel Nord Europe Private Bank. Le Crédit mutuel Nord Europe détient 94 % du groupe de gestion d'actifs La Française. 
Le groupe Crédit mutuel Nord Europe était l'une des six caisses fédérales du Crédit mutuel avant d'intégrer le Crédit Mutuel Alliance Fédérale.

## Historique
En 2008, le Crédit mutuel Nord Europe acquiert les 192 agences de Citibank Belgique et les renomme Beobank après l'acquisition par le Crédit Mutuel-CM11 du réseau d'agences de Citigroup en Allemagne et a changé le nom en Targobank. 
En mai 2016, Arkéa propose à la Confédération du Crédit mutuel, dont le Crédit Mutuel Nord Europe est également membre, une séparation en deux du Crédit mutuel avec les fédérations de Bretagne, du Sud-Ouest et du Massif Central d'un côté et le reste des fédérations de l'autre, proposition qui est refusée par la Confédération.
En 2020, Crédit Mutuel Nord Europe envisage d'adhérer à Crédit Mutuel Alliance Fédérale,. Le rapprochement aboutit le 1er janvier 2022. Les 4.000 salariés, 250 agences s’intègrent désormais aux 1500 caisses de Crédit Mutuel qui bénéficient de l’outil coopératif technique de la Caisse Fédérale de Crédit Mutuel.

## Organisation et fonctionnement
Le Crédit Mutuel Nord Europe est une banque mutualiste. Contrairement à une banque commerciale constituée en société anonyme qui répond à ses actionnaires, le Crédit mutuel est responsable vis-à-vis de ses sociétaires. En parallèle d'une organisation bancaire traditionnelle, il existe une organisation politique qui vise à assurer la représentativité des sociétaires dans les différentes instances du groupe notamment au conseil d'administration et au conseil de surveillance.